# کاپاچی
کاپاچی (به ایتالیایی: Capaci) یک کومونه در ایتالیا است که در استان پالرمو واقع شده‌است.

## خصوصیات
کاپاچی ۱۱٬۰۴۵ نفر جمعیت دارد.